# 满归站
满归站，位于中华人民共和国内蒙古自治区呼伦贝尔市根河市满归镇，是牙林铁路上的火车站，建于1966年，由哈尔滨铁路局海拉尔车务段管辖。